# Храми Хмельницького
На цій сторінці наведено перелік храмів та релігійних установ міста Хмельницького.

## Християнство
- Римсько-католицька церква
  - Костел Христа Царя Всесвіту
  - Костел Святої Анни
  - Костел Святої Анни (колишній)
  - Костел Непорочного Серця Пресвятої Діви Марії
  - Костел Святих апостолів Петра і Павла
  - Каплиця Святого Домініка
- Українська греко-католицька церква
  - Катедральний собор Різдва Пресвятої Богородиці[1][2]
  - Церква Всіх святих українського народу
  - Церква Пресвятої Трійці
  - Церква святого архистратига Михаїла
- Православна церква України
  - Свято-Андріївський кафедральний собор
  - Собор Покрови Пресвятої Богородиці
  - Собор Різдва Пресвятої Богородиці[3]
  - Свято-Георгіївський храм[4].
  - Церква Почаївської ікони Божої Матері[5][6][7]
  - Свято-Покровська церква (Лезневе)[8].
- Українська православна церква (Московський патріархат)
  - Свято-Миколаївський собор[9]
- Російська православна старообрядська церква
  - Церква Святого Георгія Переможця[10]
- Протестантизм
  - Церква «Дім Євангелія» (Баптизм)
  - Церква «Спасіння» (П'ятидесятництво)
  - Церква адвентистів сьомого дня

## Юдаїзм
- Велика хоральна синагога (колишня)
- Синагога ремісників

|                          |                             |                            |
| Свято-Георгіївський храм | Костел Христа Царя Всесвіту | Собор Андрія Первозванного |